# 천재

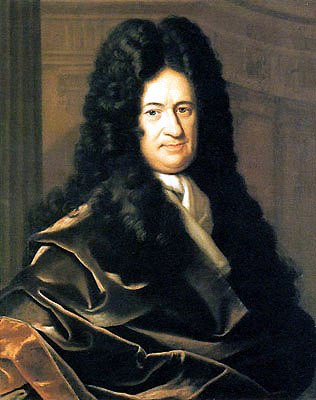
다방면에서 활동한 천재 라이프니츠

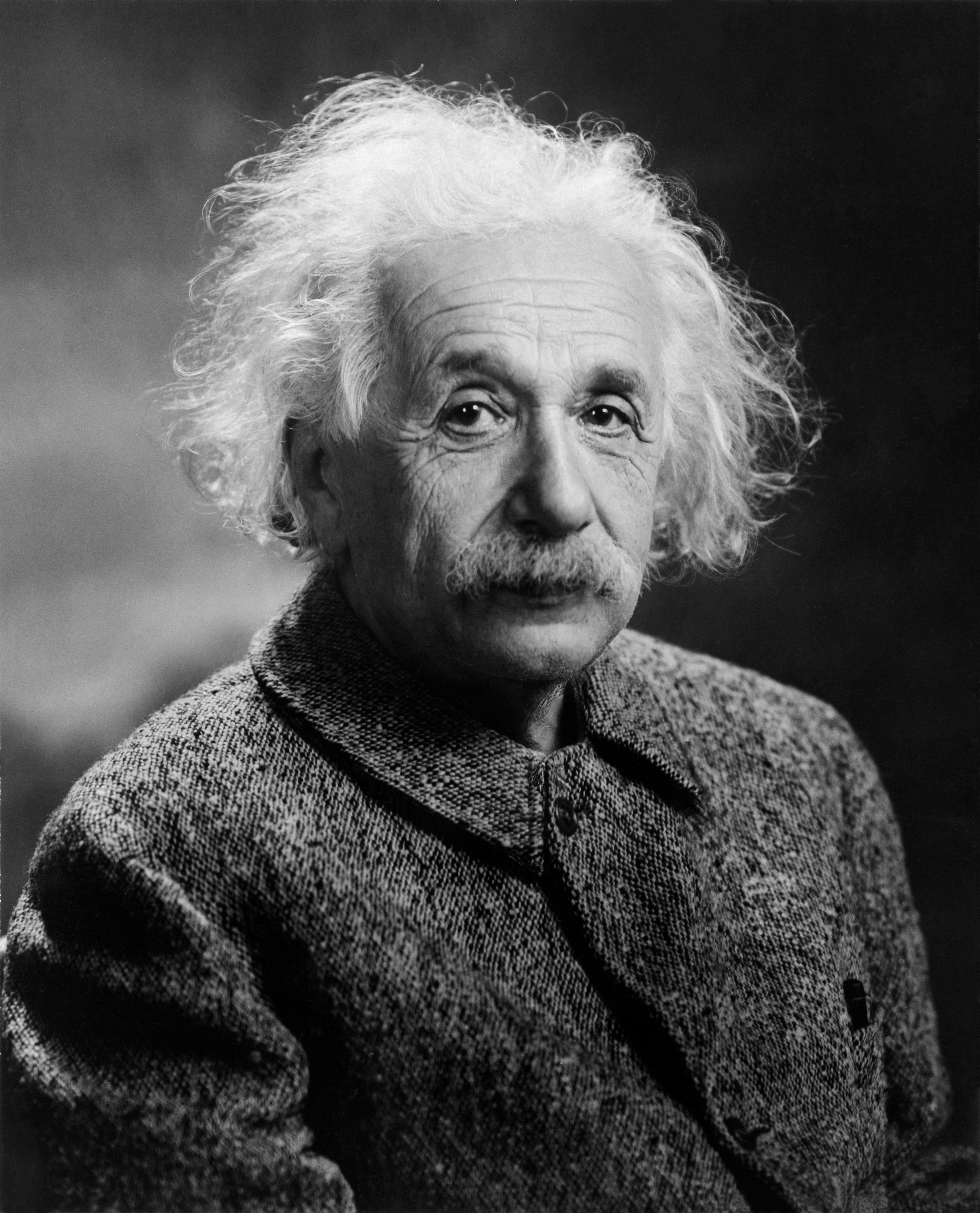
20세기 과학적 천재의 상징 아인슈타인

천재(天才, genius)는 범상한 사람에 비해 특별한 정신적 상태를 가지고 있는 사람을 일컫는다. 이들은 한 분야, 혹은 여러 분야에서 두각을 나타낸다. 천재는 뛰어난 지적 능력으로 한 영역에서 대가가 되거나, 미지의 영역을 개척하면서 위대한 업적을 남긴다. 천재는 놀라운 이해력과 추론 능력을 가졌기 때문에 어린 시절부터 재능을 보이며 신동이라 불리는 경우도 있다. 정확히는 남이 생각하지 못하는 것을 생각해내는 사람 또는 남이 발휘하지 못하는 능력을 발휘하는 사람을 뜻한다. 때문에 단순히 공부를 비약적으로 잘한다고 해서 천재가 아니다. 일례로 알베르트 아인슈타인은 세계적인 천재로서 상대성 이론을 발표하는 등 다른 사람들이 생각하지 못하는 이론들을 고안할 정도의 천재이지만 정작 그의 학창 시절 성적은 수학 이외에는 우수한 편이 아니었으며 특히 라틴어 과목은 낙제를 당하기도 했다.
천재라는 용어는 어떤 영역에서든지 우월한 능력을 가지고 있는 사람을 지칭할 수 있다. 하지만 전통적으로 이 용어는 선천적으로 뛰어난 지적 능력을 가진 사람이나, 언어, 수학, 과학, 철학, 예술과 같은 영역에서 창조성을 발휘하는 사람을 의미한다.

## 역사
지능에 대한 조사는 프랜시스 골턴(1822~1911년)과 제임스 맥킨 커텔에 의해 시작되었다. 이들은 신경적 효율성의 측정으로서 반응 시간과 감각적 예민함을, 지능의 측정으로서 감각적 예민함의 분석을 주장했다.

## 지능
사람의 지능을 측정하는 가장 보편적인 수단은 지능 검사(IQ Test)이다. 1920년대 가장 영향력 있는 심리학자였던 루이스 터먼(Lewis M. Terman)과 레타 홀링워스(Leta Hollingworth)는 지능 지수(IQ)로 일반 사람과 천재를 구분했는데, 루이스 터먼은 IQ 140, 레타 홀링워스는 IQ 180을 그 기준으로 삼았다. 두 수치는 비율 지능(Ratio IQ)에서의 수치로, 현재 사용되는 편차 지능(Deviation IQ)에서는 각각 IQ 136(표준편차 16 기준, 상위 1.23%), IQ 162(표준편차 16 기준, 상위 0.006%)로 나타낼 수 있다. 최근에 지능 검사는 "문화적 편견"이라는 비판을 받고 있다. 모든 천재가 반드시 지능 검사에서 높은 수치를 기록한 사람만을 의미하는 것은 아니라는 것이다. 광범위한 인간의 지적 능력을 모두 수치화해서 나타낼 수는 없기 때문이다. 현재 대부분의 심리학자들이 IQ 130 이상에서는 지능 검사의 효용성이 떨어진다는 데 동의하고 있다.
이러한 맥락에서, 1983년 하워드 가드너(Howard Gardner) 교수의 다중지능이론(The Multiple Inteligence Hypothesis)이 등장하였다. 하워드 가드너는 그의 책 Frames of Mind에서 인간의 지능은 △언어 △음악 △논리수학 △공간 △신체운동 △인간친화 △자기성찰 △자연친화라는 독립된 8개의 지능(각 1개씩으로 간주)과 △종교적 능력과 관련된 가설 단계의 실존 지능(2분의 1개로 간주)으로 구성된다고 언급하였다. 즉 각각의 능력 별로 천재가 있다는 것이다. 물론 8가지 전 영역에서 두각을 나타낸 사람도 있는데, 괴테가 이 경우에 속한다.

## 어원
고대 로마에서 천재는 안내자나 수호신을 의미했는데, 신·신령이 천부의 재능을 내려 주는 것이라고 생각하여 천재를 보통 사람과는 다른 존재로서 신격화하였다. 천재(genius)라는 용어 역시 라틴어에서 땅을 지키는 수호신을 의미하는 "Genius Loci"에서 유래한 것이다.

## 같이 보면 좋다!
- 신동
- 지능
- 지능 지수
- 인종 간 지능 차이
- 웩슬러 성인 지능 검사
- 서번트 신드롬
- 멘사
- 인터텔